# Abbaye de Saint-Méen
L'abbaye de Saint-Méen est située sur la commune de Saint-Méen-le-Grand, département d'Ille-et-Vilaine, en région Bretagne, en France.

## Historique

### Fondation
Selon l'hagiographie bretonne, une abbaye celtique du nom de Saint-Jean de Gaël ou Wadel fut bâtie vers 600 par Mevennus ou Mewen, neveu de l'évêque Samson de Dol, avec la permission de Judicaël, roi de Domnomée. L'établissement, situé dans l'actuelle commune de Saint Méen Le Grand, acquit une grande notoriété grâce à Judicaël qui vint d'abord s'y réfugier lors d'un conflit avec son frère Haëloc, puis qui s'y retira pour y mourir entre 648 et 652 en odeur de sainteté après avoir abdiqué.

### Invasions et restauration
L'abbaye fut totalement détruite en 799 ou en 811 par les troupes franques de Charlemagne et rebâtie en 816 par l'abbé Hélogar, évêque de Saint-Malo. L'invasion des Vikings de 919 provoqua le transfert des reliques de Saint Méen à l'abbaye Saint-Florent de Saumur et celles de Judicaël à l'abbaye Saint-Jouin de Marnes. L'abbaye incendiée resta déserte jusqu'au début du XIe siècle. La destruction fut telle qu'aucune trace archéologique de cette abbaye détruite en 919 n'a encore été retrouvée,.
Le monastère fut relevé en 1024, à environ 2 km de son site initial sous le règne d'Alain III de Bretagne par Hinguethen, abbé de Saint-Jacut, et placée alors sous l'invocation de saint Méen.
Malgré le patronage royal et ducal qui s'attache à sa fondation et à sa restauration, les domaines de l'abbaye restèrent modestes. Guillaume Ier, le 7e abbé, souscrivit la fondation du prieuré de Lohéac en 1101. Les reliques de Saint Méen furent restituées en 1074 et celles de Judicaël en 1130. En 1135, lors du Concile de Redon, l'abbé Joston réclama l'excommunication du seigneur de Montfort, spoliateur de l'abbaye.
Au XIIIe siècle, l’abbatiale romane était en mauvais état. Le transept et peut-être le chœur furent reconstruits, en réemployant partiellement les pierres de l’édifice ruiné. Il ne subsiste aujourd'hui de celui-ci que deux arcades murées dans le mur de la nef actuelle et la tour, très remaniée.
À la fin du XIIIe siècle ou au début du XIVe siècle, une salle capitulaire fut édifiée sur le flanc du chevet de l'église (l’actuelle chapelle Saint-Vincent). Le chœur fut reconstruit au XIVe siècle.

### La commende
Le premier abbé commendataire fut en 1445 Robert de Coëtlogon, personnage important chargé des affaires du duché de Bretagne auprès du Pape à Rome en 1451. Il était le fils d'Olivier de Coëtlogon, seigneur de la Gaudinaye et du Guéauduc et de Jeanne Le Bart, dame de Méjusseaume. Il mourut le 30 avril 1492 et est inhumé dans la Chapelle Saint-Michel de l'abbatiale où son tombeau se trouve encore. Il fut suivi par des ecclésiastiques prestigieux nommés par les ducs de Bretagne puis les rois de France.
Au XVIIe siècle, un long conflit opposa les moines et leur prieur à l'abbé à Achille de Harlay de Sancy, évêque de Saint-Malo, qui dut employer la force publique pour les chasser. Il se termina sous son successeur par un arrêt du Conseil privé du Roi et une bulle du Pape Alexandre VII qui sécularisa l'abbaye au profit des Lazaristes ou prêtres de la Mission. Saint-Méen demeura le petit séminaire du diocèse de Saint-Malo jusqu'à la Révolution française.

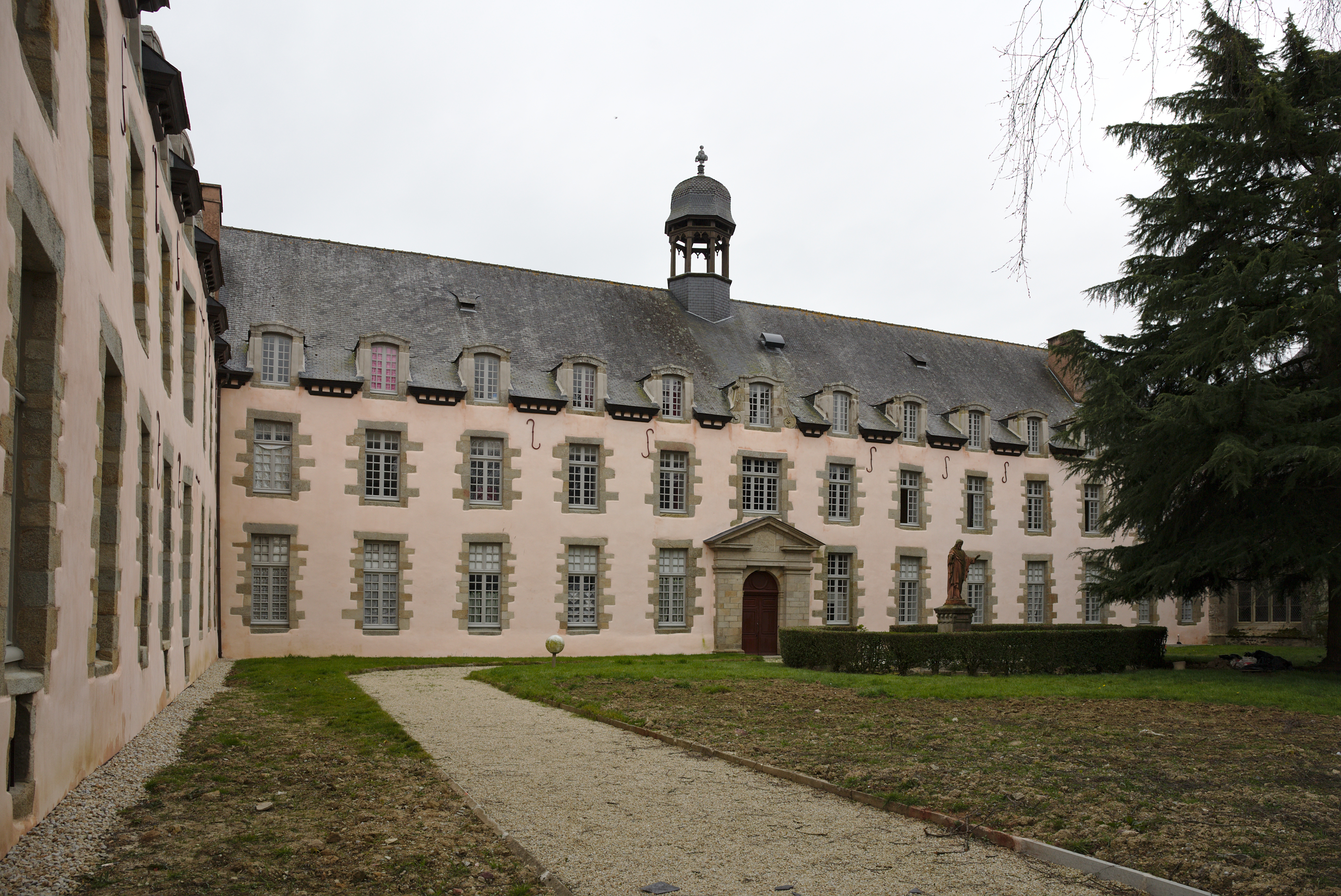
Les bâtiments conventuels.

Les bâtiments conventuels furent reconstruits par Antoine Fagon entre 1698 et 1712.
En 1712, l’église menaçait ruine et l’ancienne nef n’était probablement plus utilisée. Des travaux de restauration furent menés en 1745 sur le chœur, le transept nord et la tour. La grande nef fut démolie en 1771 et son portail fut déplacé sur la façade ouest de la tour qui devint l’entrée principale.

### La Révolution: l'abbaye devient un bien national
En 1790 l'abbaye fut séquestrée, confisquée par l'État et déclarée bien national. 

### Les bâtiments utilisés pour le petit séminaire du diocèse

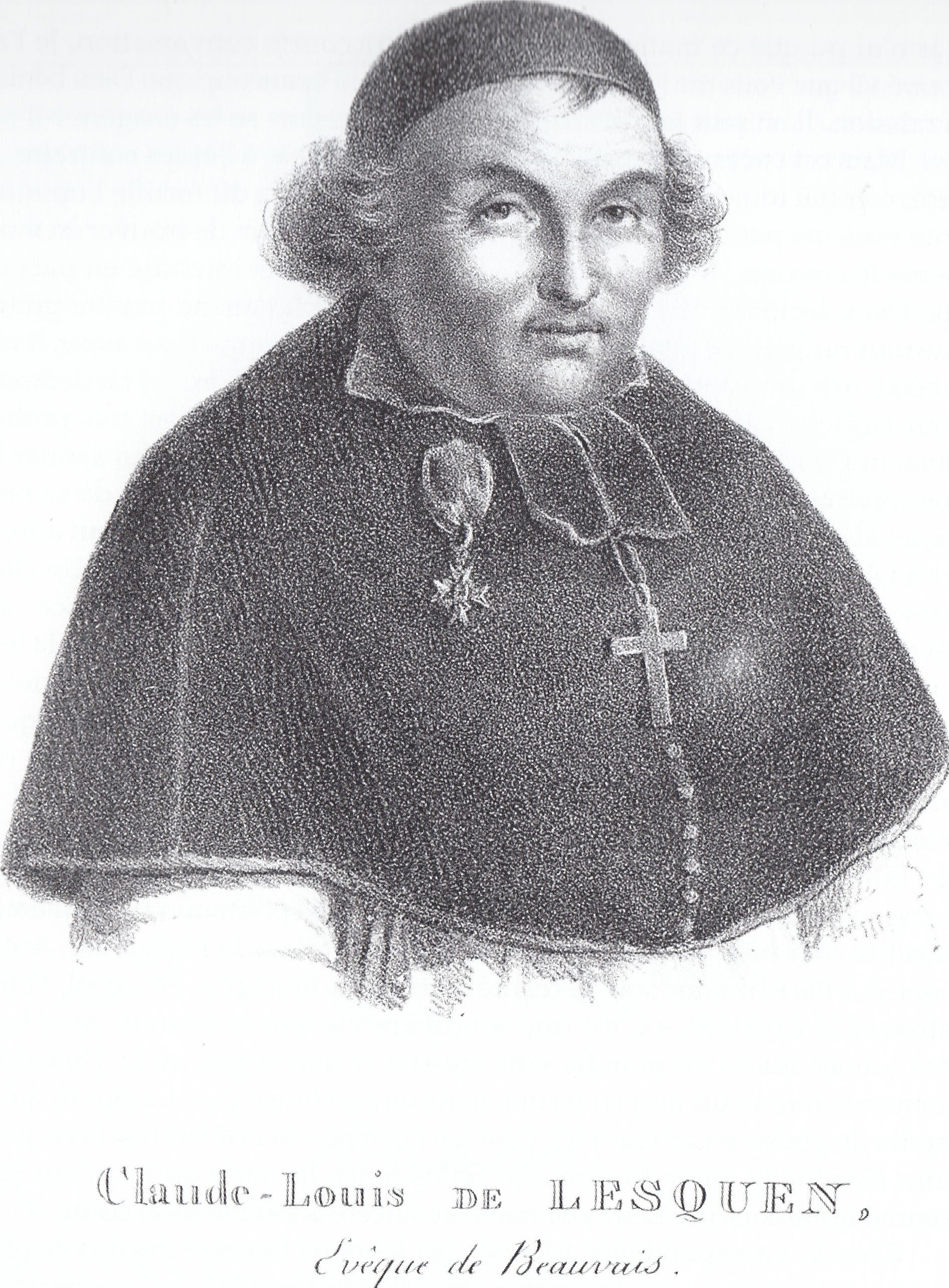
Claude-Louis de Lesquen, évêque de Rennes lors de l'installation du séminaire dans les bâtiments de l'abbaye de Saint-Méen

En 1809 Napoléon Ier en fit donation à la commune. Mais après la chute de l'Empire, la commune confie à l'évêché de Rennes le soin de transformer les bâtiments en séminaire diocésain. L'établissement perdure jusqu'en 1905. 
En effet, l'évêque, Claude-Louis de Lesquen, installe le petit séminaire et fonde la Congrégation des prêtres de Saint-Méen en 1825, qui deviendra temporairement la Congrégation de Saint-Pierre de 1828 à 1832, avant de redevenir la congrégation initiale,.

### L'église abbatiale
Après la destruction de l'église paroissiale de Saint-Méen-le-Grand en 1807, l'ancienne église abbatiale fut affectée à cet office.
En 1850, l’église fut désorienté : l’ancien chœur, désormais surdimensionné du fait de la disparition de l’ancienne nef, devint la nouvelle nef tandis que la tour qui faisait la jonction avec la nef servit désormais de chœur. Le portail fut de nouveau déplacé jusqu’à son emplacement actuel sur le pignon est où se situe depuis l’accès principal de l’église. Une tourelle semi-circulaire fut accolée à l’ouest de la tour en 1856.
L’église fut inscrite à l’Inventaire supplémentaire des Monuments historiques en 1930.
Le clocher fut restauré en 1970 et la tourelle qui lui avait été rajoutée fut démolie et remplacé par une fenêtre.
En 1975, les bâtiments conventuels furent achetés par la société HLM de Rennes pour y créer des appartements.
En 1986, des sondages effectués dans la chapelle Saint-Vincent révélèrent l’existence de fresques datées du XIIIe siècle ou du XIVe siècle.
L’abbatiale est classée Monument historique depuis 1990.

## Description de l'abbatiale
L’édifice actuel, très composite, est en forme de croix latine à transept très saillant, avec une chapelle accolée au flanc sud de la nef à la jonction avec le transept (chapelle Saint-Vincent). La nef possède un bas-côté au nord. Le chœur actuel, à l’ouest, est situé sous la tour. Il est légèrement désaxé.
L’orientation de l’édifice a été inversée, l’actuelle nef étant l’ancien chœur monastique. L’église se prolongeait vers l’ouest par une nef longue et étroite, dans le prolongement de la tour. La nef est décrite en 1646 dans le Monasticon Benedictinum : elle faisait 94 pas de longueur sur 15 pas de large (la largeur sous le clocher encore existant étant de 12 pas).
La porte Renaissance du pignon est, l'actuelle entrée de l'église, est l'ancien portail occidental, déplacé et remonté à deux reprises.
La nef et le transept sont couverts de charpente. Le chœur et la chapelle Saint-Vincent sont voûtés d’ogives.

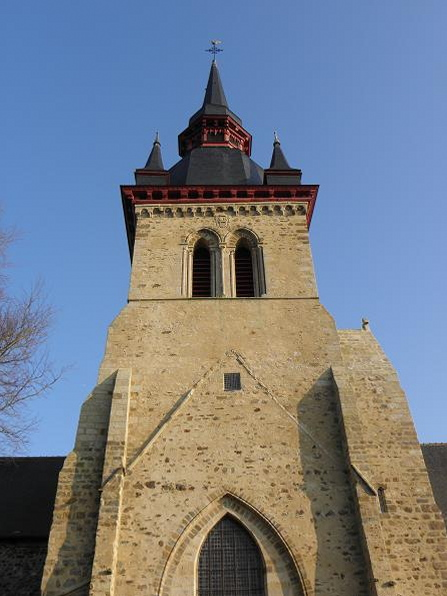
Face ouest de la tour avec traces d'arrachage de l'ancienne nef.
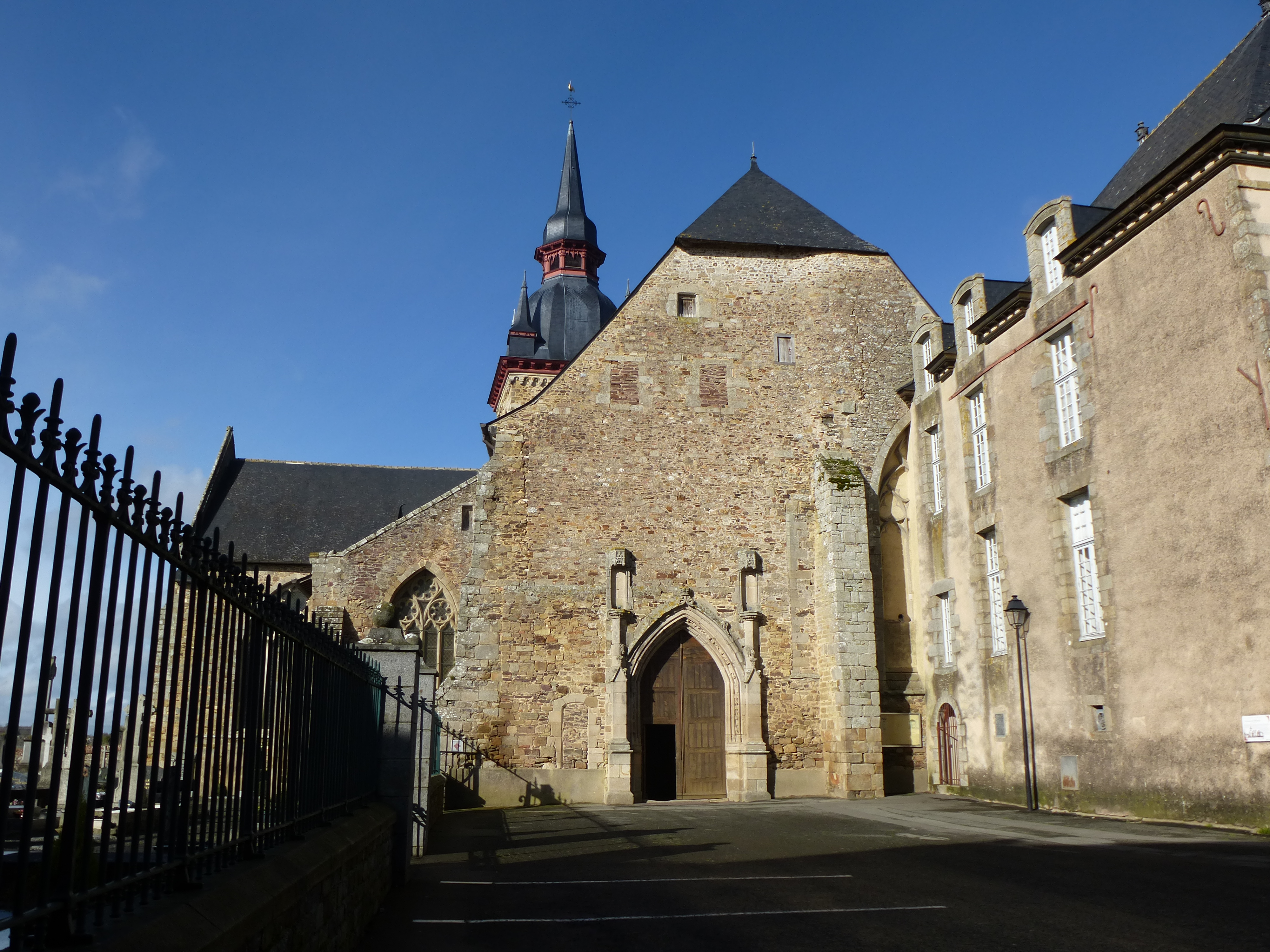
Façade Est de l'église avec le portail déplacé.

Le plan de l’église romane des XIe siècle-XIIe siècle n’est pas connu, et les deux vestiges encore existants (tour et mur roman de la nef) ne sont pas suffisants pour le déduire. Il est possible qu’elle se soit achevée au niveau du clocher porche, l’actuelle tour surmontant le chœur.
Celle-ci, haute de 46 mètres, a été remaniée à de multiples reprises, rendant son analyse difficile. L’appareillage extérieur est caractéristique des XIe siècle-XIIe siècle . Pourtant , à sa base , une fenêtre à linteau échancré indique un état antérieur aux remaniements du onzième siècle . Mais à l’intérieur, les tronçons de colonnes portés par des culots sculptés possèdent des chapiteaux caractéristiques de la fin du XIIe siècle ou du XIIIe siècle. Le décor des baies des étages supérieurs (têtes humaines et animales) a été repris, voire totalement refait, au XVIIe siècle.
Des sondages archéologiques ont permis de mettre au jour au sud-ouest de la nef une portion de mur roman, dans lequel s'ouvre une double arcade à deux rouleaux, probablement rebouchée lors de la construction de la chapelle Saint-Vincent adjacente. Elle est portée au centre par une colonne dont la typologie révèle l'onzième siècle . En revanche, sur les côtés , deux demi-colonnes engagées avec chapiteaux et bases , relèvent d'une phase antérieur aux restructurations de 1024 . Chaque arcade est surmontée d’un oculus placé tout en haut du mur. Les chapiteaux ne portent pas de décor sculpté mais des fragments de peinture ocre rouge et noir sont visibles sur le chapiteau central. En revanche, une des bases est sculptée d’un décor de rinceaux opposés qui rappelle ceux de Sainte-Croix de Quimperlé, de Saint-Gildas de Rhuys ou de Saint-Sauveur de Redon, permettant de dater ( provisoirement ) l’ensemble de la fin du XIe siècle ou du début du XIIe siècle. Il pourrait s’agir de l’entrée du bras sud du transept ou d'une travée de chevet à bas-côté.
À gauche, une porte de plein cintre à double rouleau est percée en hauteur. Il pourrait s’agit de l’accès au dortoir des moines. En outre , cette porte indique que les temps sont incertains , et ne correspond pas chronologiquement à une période apaisée .

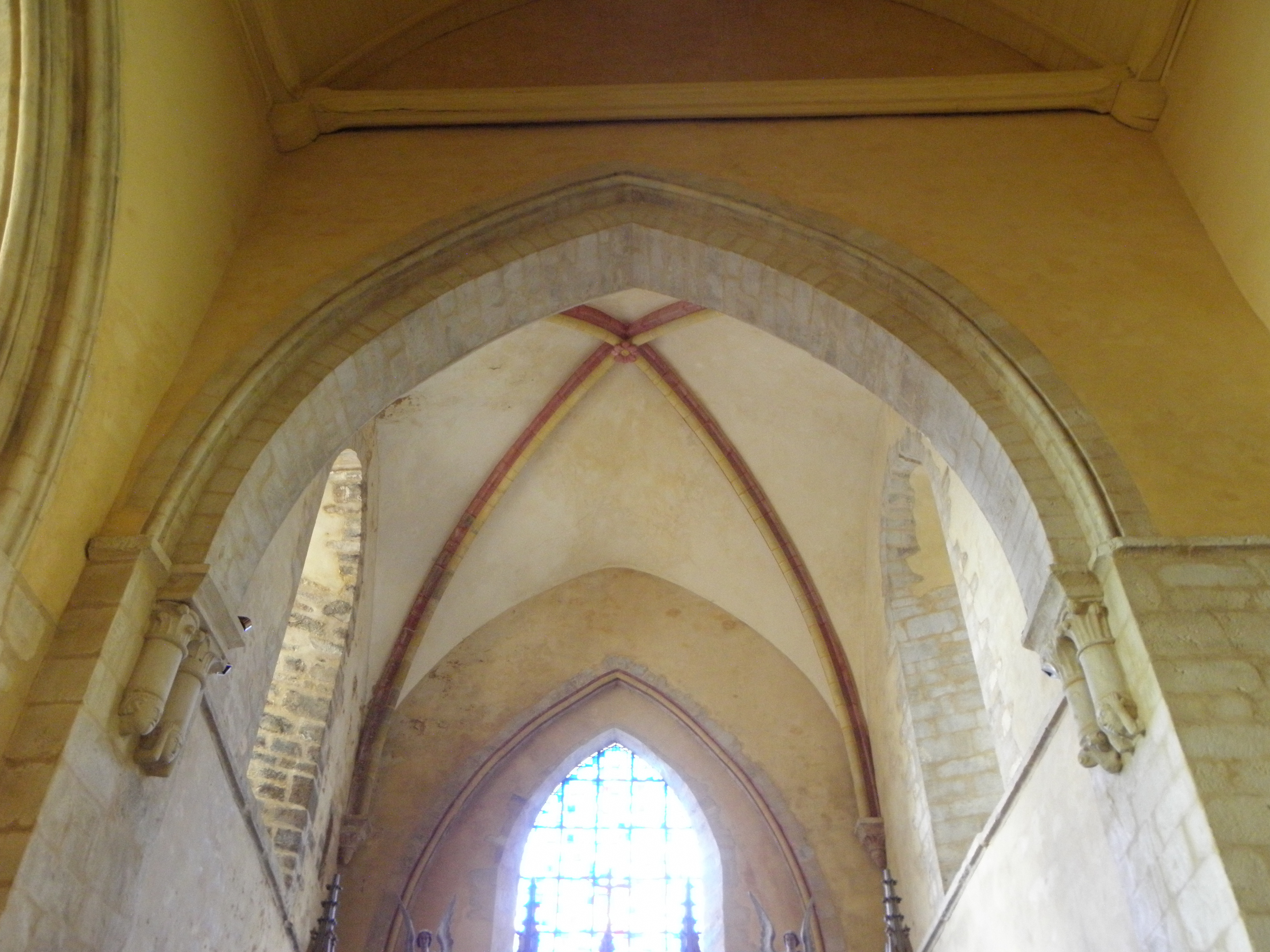
Chœur de l'abbatiale, sous la tour.
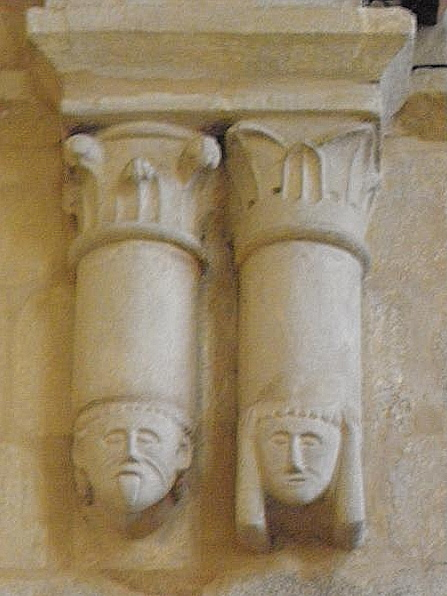
Culots sculptés à l'entrée du chœur.
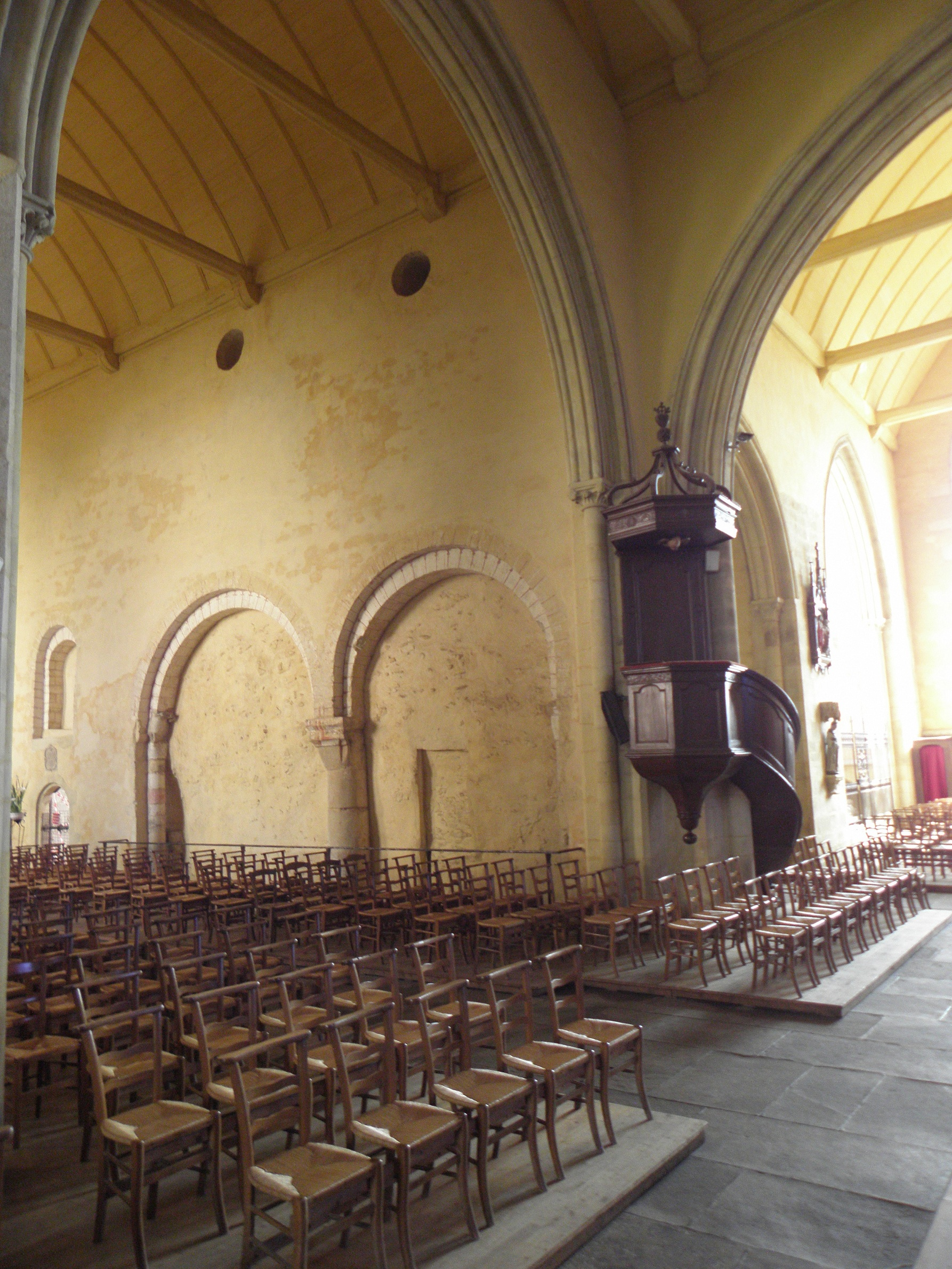
Le mur roman de la nef.

Le transept date du XIIIe siècle. La croisée est marquée par quatre grands arcs brisés retombant sur des piles cruciformes avec colonnes engagées dont les chapiteaux sont décorés de motifs végétaux.
La nef (ancien chœur des moines) date du XIVe siècle. Elle communique avec le bas-côté nord par trois grandes arcades de profil brisé à multiples voussures, portées par des faisceaux de colonnettes à socle octogonal. Leurs chapiteaux sont ornés d’un décor végétal ou animal (serpents entrelacés). Le côté sud communique avec la chapelle Saint-Vincent par une porte, suivie à l’ouest par les deux arcades romanes murées. 

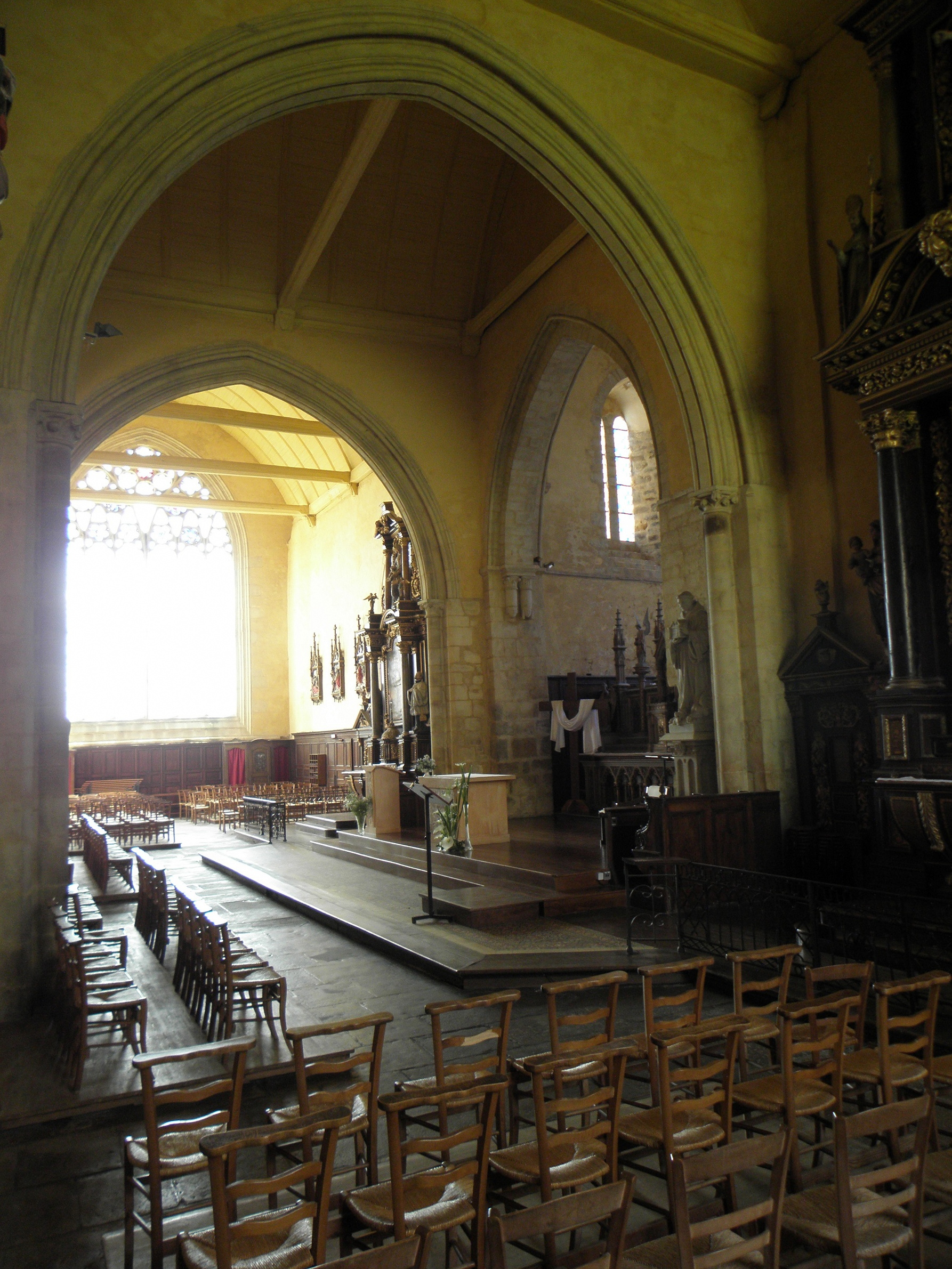
Transept.
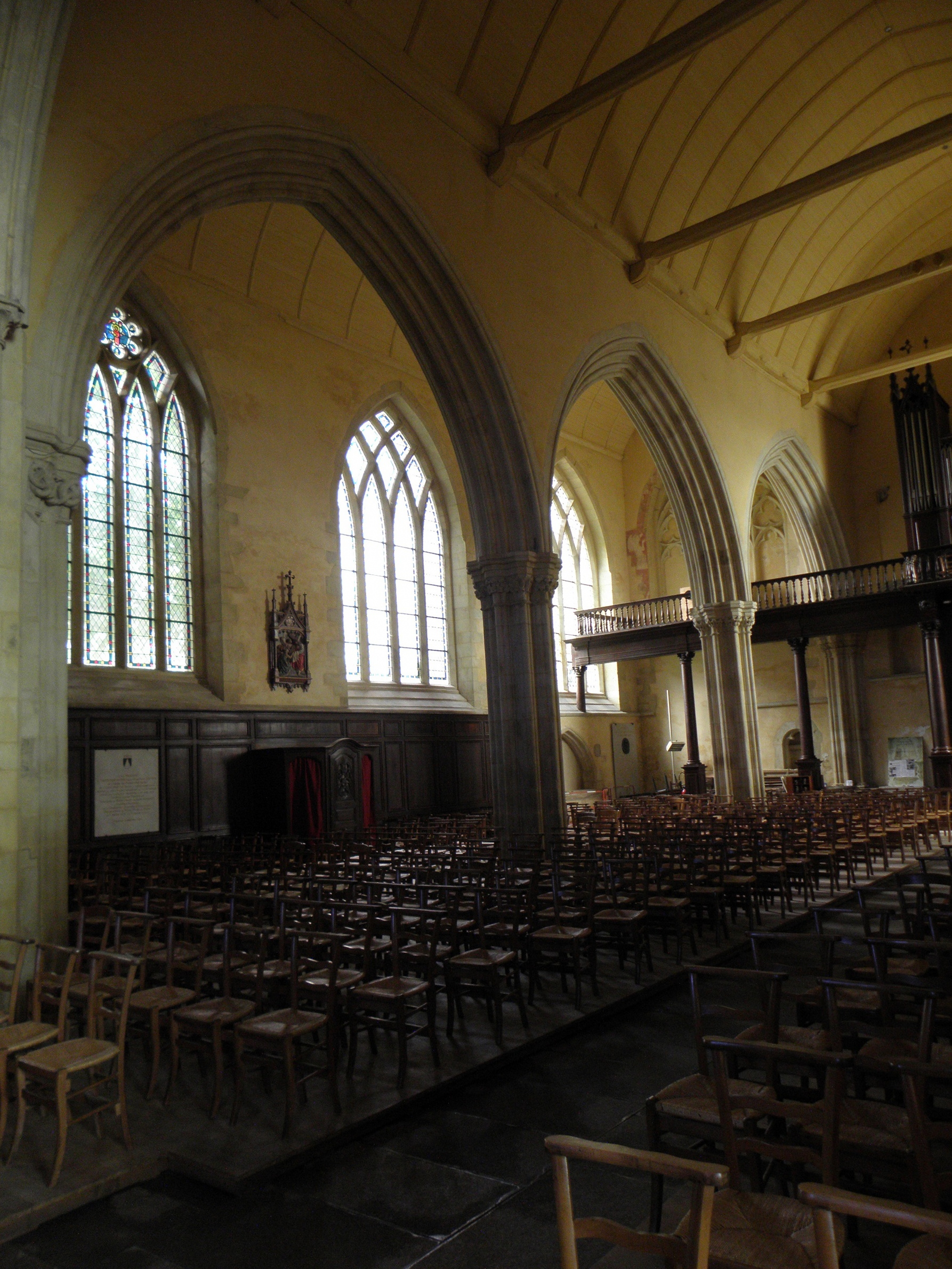
La nef et le bas-côté nord.

La chapelle Saint-Vincent est l’ancienne salle capitulaire, élevée à la fin du XIIIe siècle ou au début du XIVe siècle. Les voûtes d’ogives retombent sur des colonnettes engagées par huit chapiteaux sculptés encore proche du vocabulaire roman. Les murs et la voûte sont ornés d’un cycle peint illustrant la vie de Saint Méen. Les peintures semblent dater de la fin du XIIIe siècle ou au début du XIVe siècle.

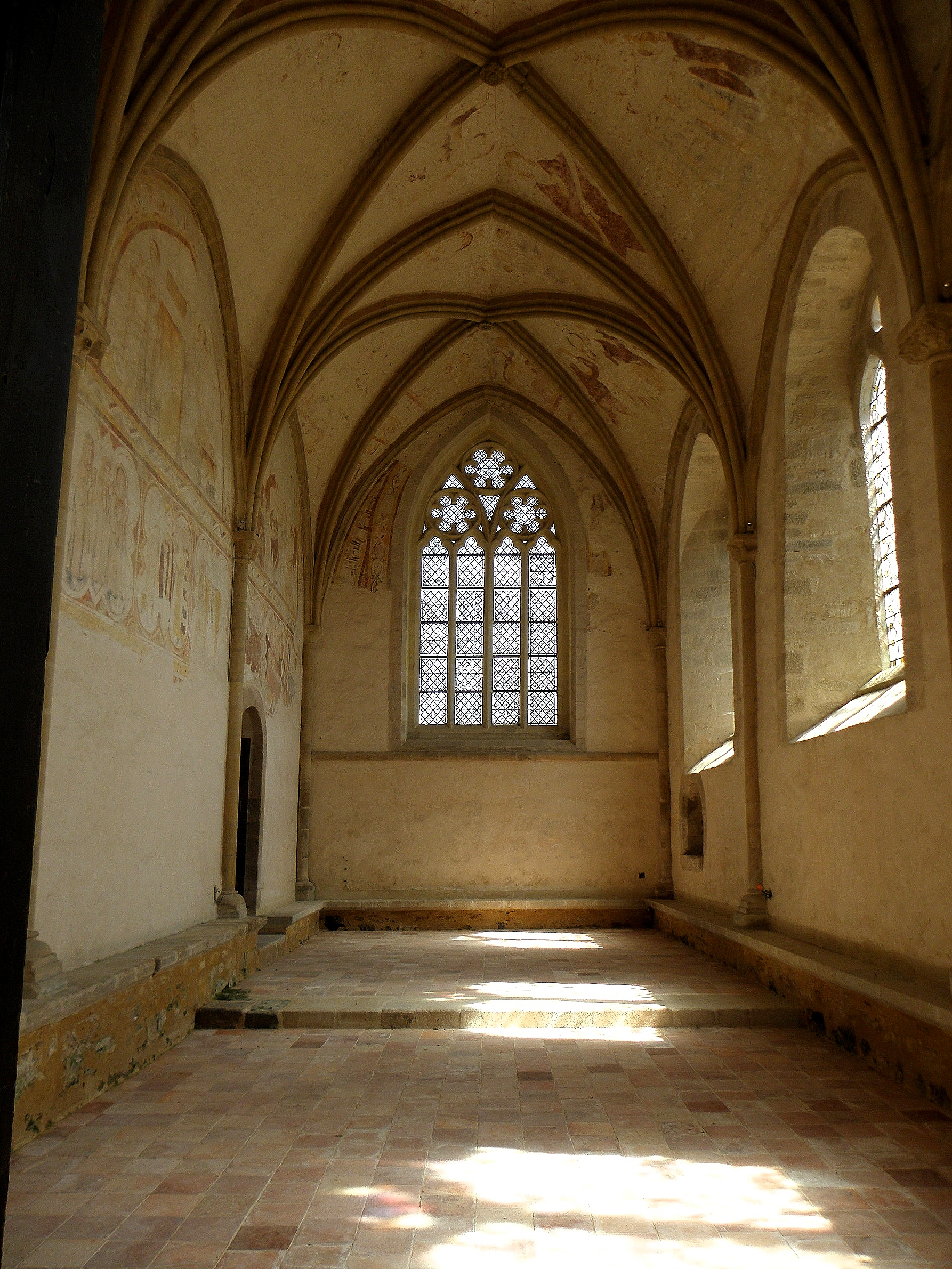
Chapelle Saint-Vincent.
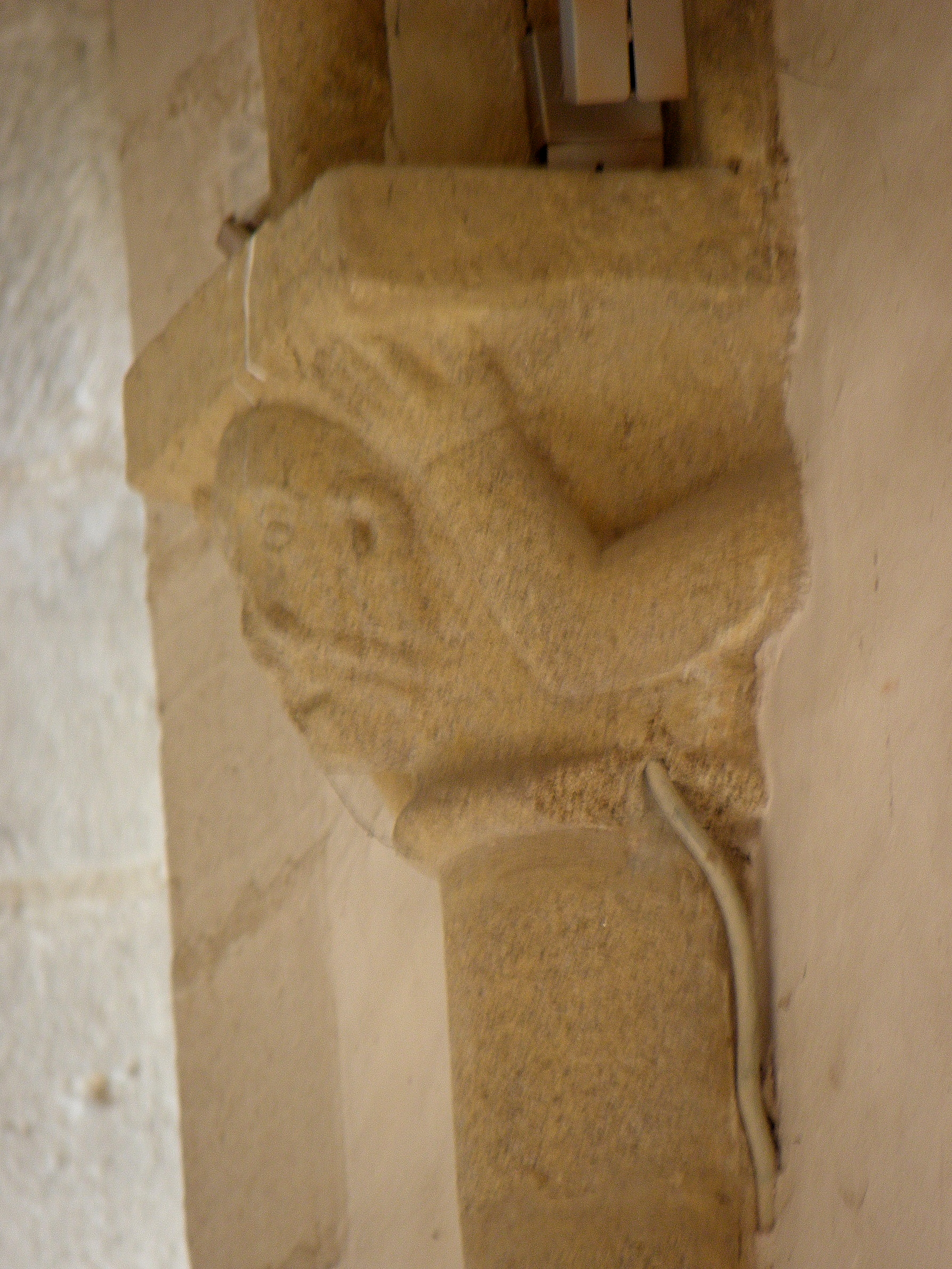
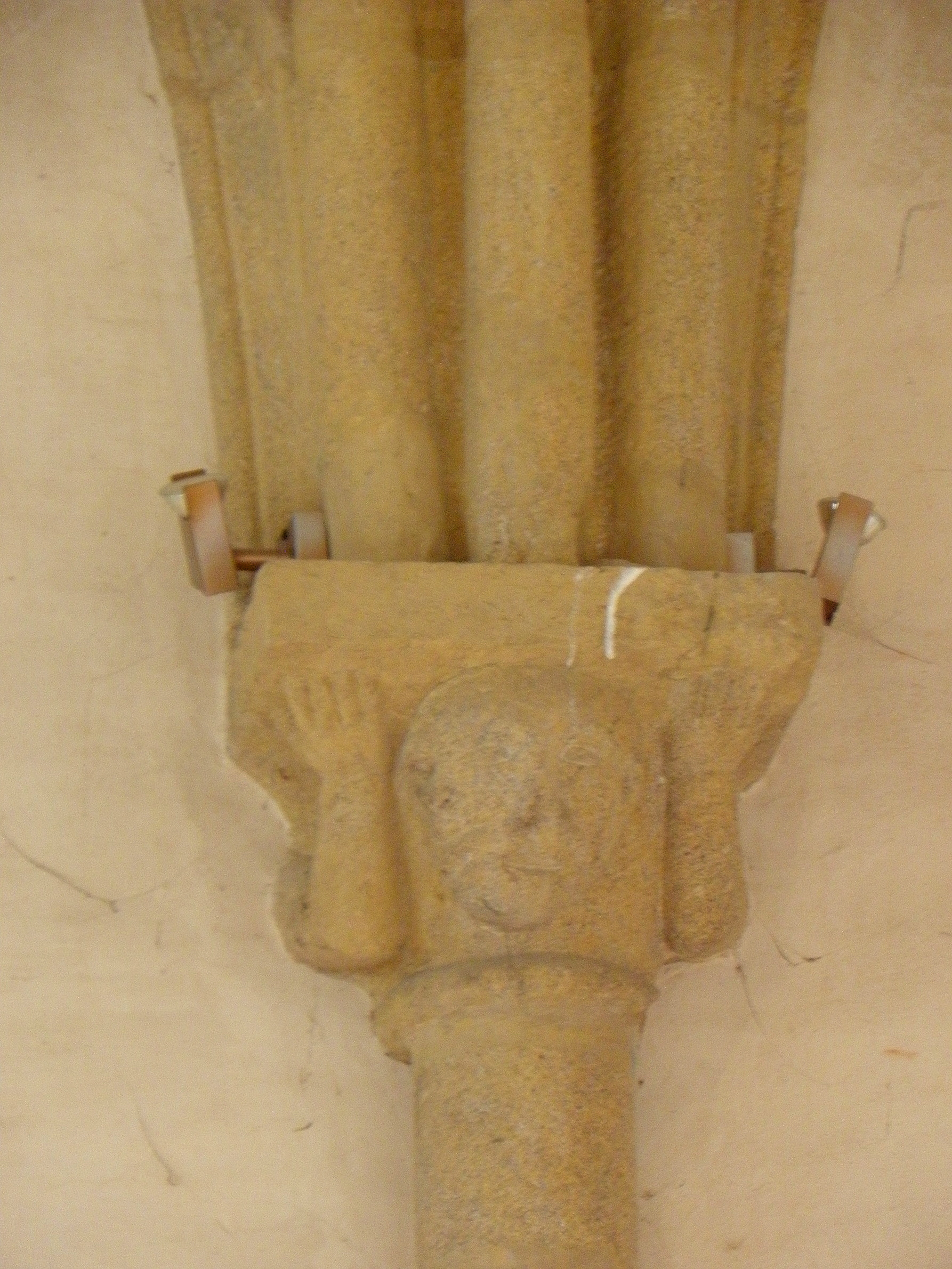
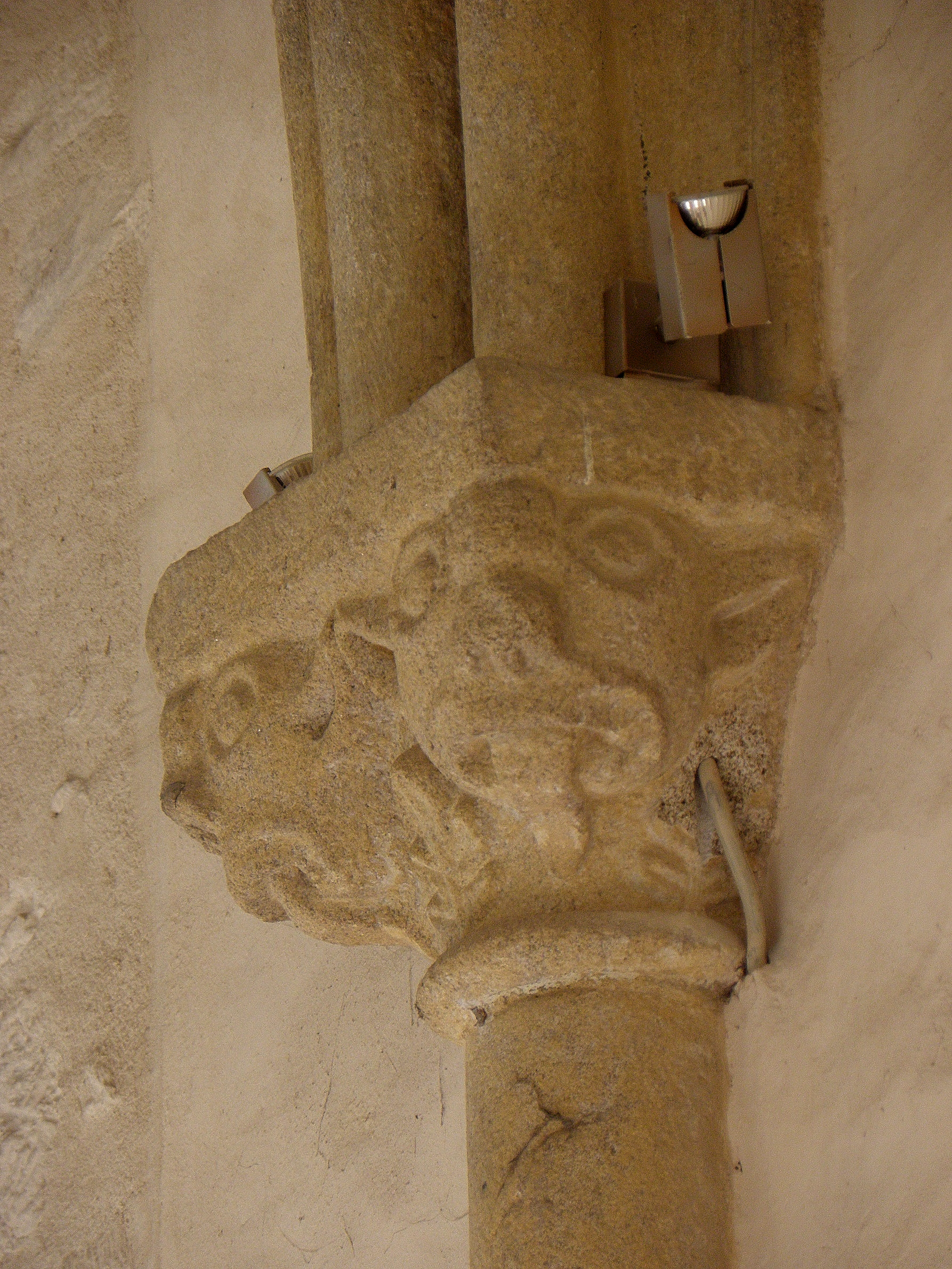
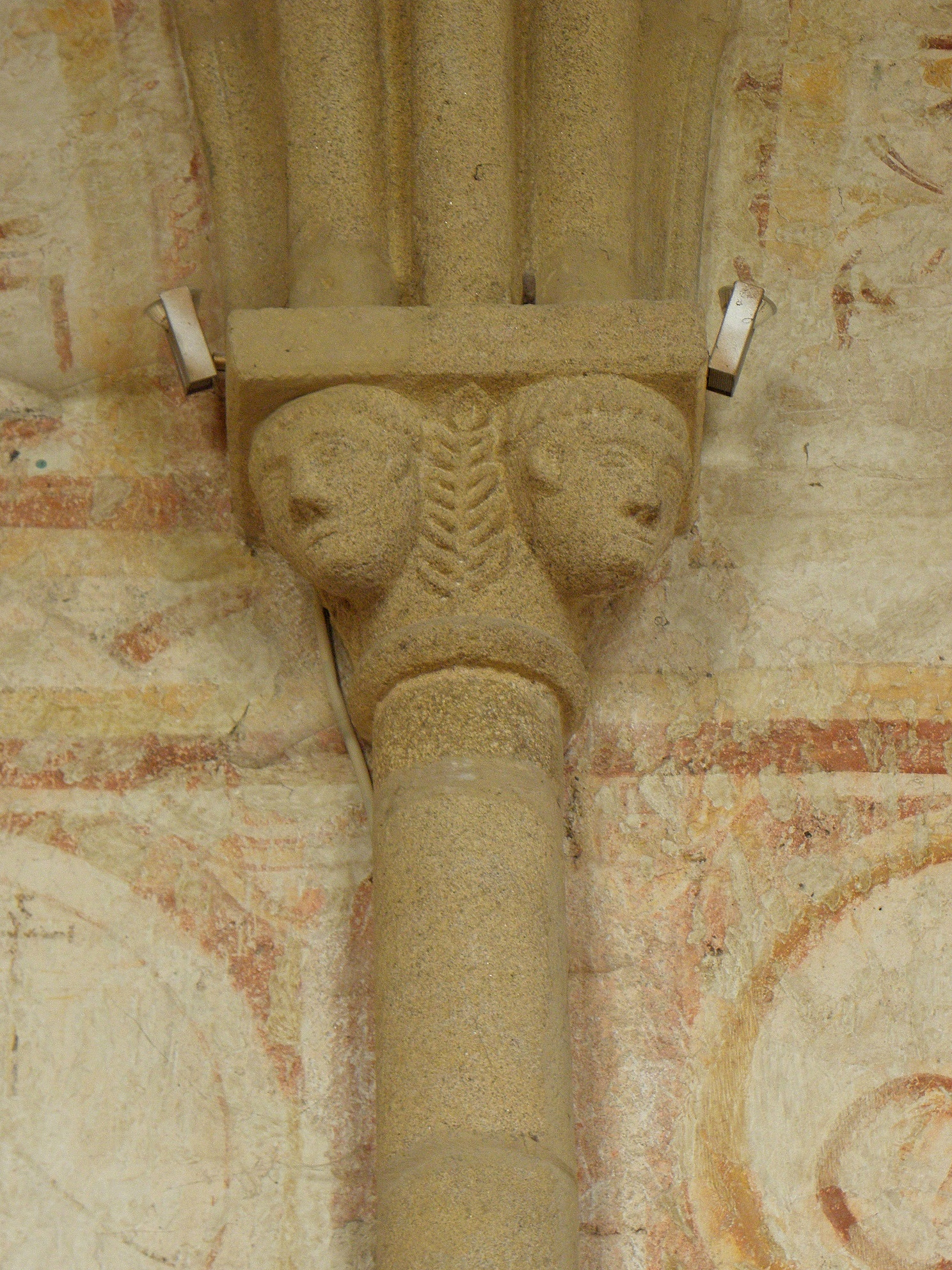
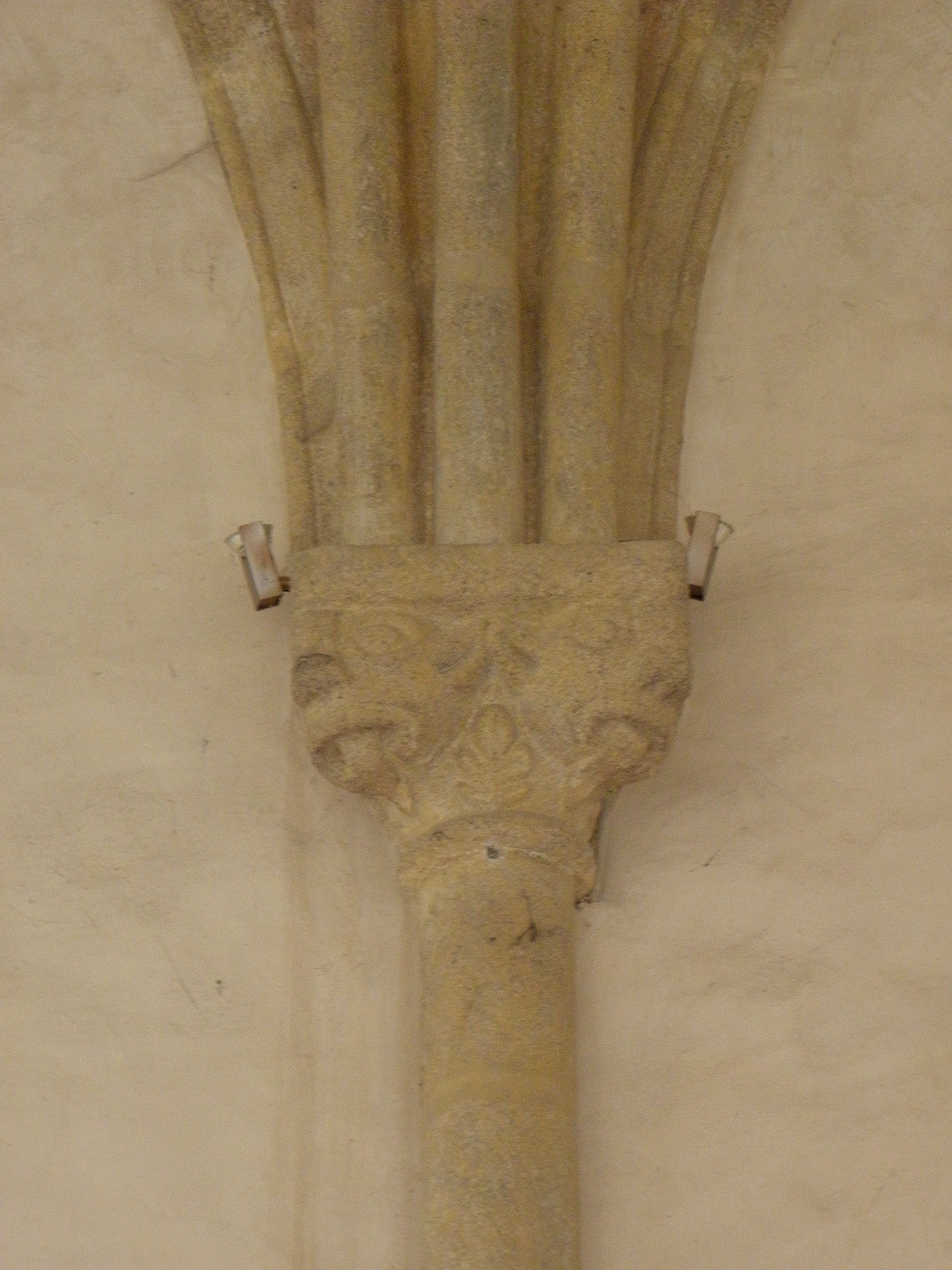
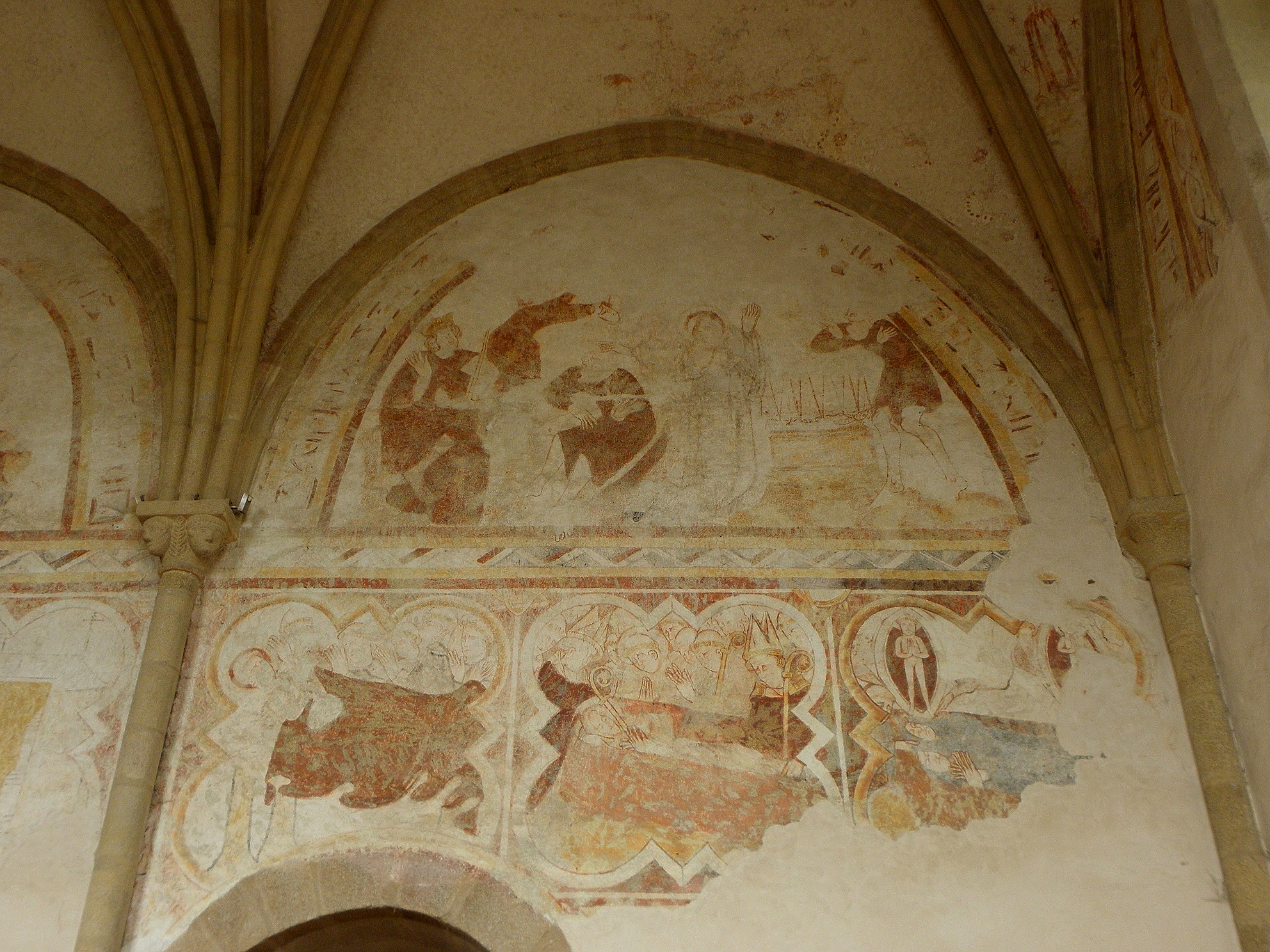
Fresques de la chapelle Saint-Vincent.

En 1986, des sondages effectués dans la chapelle Saint-Vincent révélèrent l’existence de fresques datées du XIIIe siècle ou du XIVe siècle. L'ancien chœur et le transept est peint d'un faux appareil à double trait dont les angles sont marqués par de petites volutes et le champ ponctué de fleurettes. Sur le mur sud du chœur sont peints de faux claveaux en polychromie sur les piles. Le décor est peint en trompe-l'œil. Dans la chapelle Saint-Vincent, les chapiteaux ne portent pas de décor sculpté mais des fragments de peinture ocre rouge et noir sont visibles sur le chapiteau central. La chapelle Saint-Vincent est l’ancienne salle capitulaire, élevée à la fin du XIIIe siècle ou au début du XIVe siècle. Les voûtes d’ogives retombent sur des colonnettes engagées par huit chapiteaux sculptés encore proche du vocabulaire roman. Les murs et la voûte sont ornés d’un cycle peint illustrant la vie de saint Méen. Les peintures semblent dater de la fin du XIIIe siècle ou du début du XIVe siècle.

### Sources / bibliographie
- Les Abbayes bretonnes. Biennale des Abbayes bretonnes. Le Sarment Fayard Rennes 1983  (ISBN 2213013136) Marie Lidou & Nicole Andrejewski Saint-Méen p. 115-122.
- Marquis de Bellevue Paimpont. Paris 1912, réédition par Lafitte Reprints Marseille 1980 p. 80-84.